# آناوریلوندیا
آناوریلوندیا (به پرتغالی: Anaurilândia) یک منطقهٔ مسکونی در برزیل است که در ماتوگروسو جنوبی واقع شده‌است. آناوریلوندیا ۳٬۳۹۶ کیلومتر مربع مساحت و ۹٬۰۷۶ نفر جمعیت دارد.